# Marmarský region
Marmarský region (turecky Marmara Bölgesi) je s rozlohou 67 000 km² nejmenší, ale nejhustěji osídlený region Turecka. Představuje zhruba kolem 8,6 % tureckého území.

## Poloha a hranice
Marmarský region se nachází v severozápadní části Turecka. Na západě hraničí s Řeckem a Egejským mořem, na severu s Bulharskem a Černým mořem, na východě s Černomořským regionem a na jihu s Egejským regionem. Uprostřed je Marmarské moře, podle něhož je region nazván.

## Provincie

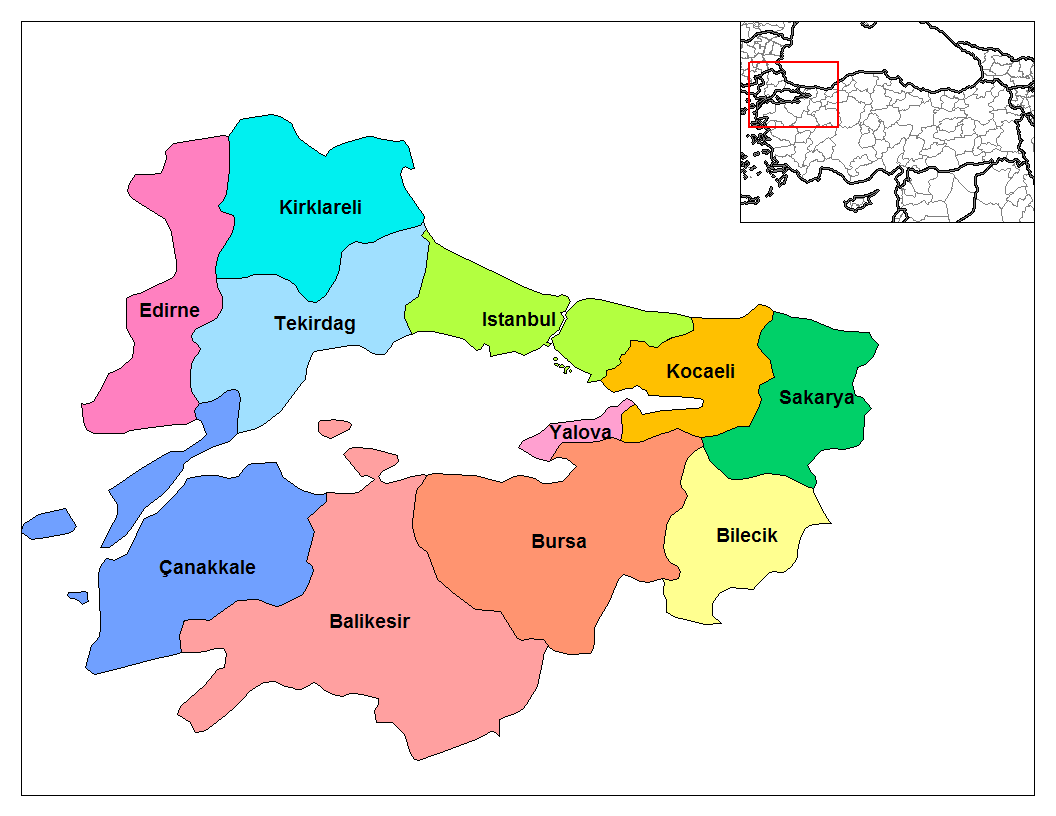
Marmarský region

- Balıkesir
- Biledžik
- Bursa
- Çanakkale
- Edirne
- Istanbul
- Kırklareli
- Kocaeli
- Sakarya
- Tekirdağ
- Yalova